# Thelosia truvena
Thelosia truvena är en fjärilsart som beskrevs av William Schaus 1896. Thelosia truvena ingår i släktet Thelosia och familjen silkesspinnare. Inga underarter finns listade i Catalogue of Life.